# Engenharia tarifária
A engenharia tarifária refere-se a decisões de projeto e fabricação tomadas principalmente para que o bem manufaturado seja classificado com uma alíquota tarifária mais baixa do que seria se não houvesse essas decisões. A elisão tarifária é uma brecha pela qual um importador paga uma tarifa mais baixa ao alterar a importação pretendida de forma que o importador tenha uma carga tarifária menor.
Em contraste com a evasão tarifária ilegal, a engenharia tarifária legal configura o projeto, o material ou a construção para alcançar legalmente a classificação desejada, em vez de classificar ilegalmente o produto ou a mercadoria de forma errônea. Para que a engenharia tarifária seja legal, a mercadoria importada deve ser uma "realidade comercial", o que significa que qualquer engenharia tarifária deve ser uma "etapa genuína no processo de fabricação" ou ter um uso comercial ou identidade como importada. A regra da realidade comercial limita os fabricantes nas formas como eles tentam usar a engenharia tarifária, exigindo que os recursos usados para fins de engenharia tarifária não sejam removidos logo após a importação, mas que sejam vendidos com esses recursos ou usados como parte de um processo de fabricação legítimo.

## Exemplos
A Columbia Sportswear usa os chamados "bolsos de enfermeira", ou pequenos bolsos próximos à linha da cintura, em muitas de suas camisas femininas, inclusive a PFG Tamiami, porque as camisas femininas com bolsos abaixo da linha da cintura têm uma tarifa de importação menor do que as camisas sem esses bolsos.
Os tênis Converse Chuck Taylor All-Stars têm solas parcialmente cobertas por uma fina camada de feltro quando novos, para serem classificados como chinelos e, assim, pagarem uma tarifa de importação menor do que a de calçados semelhantes. A camada geralmente é removida em um mês após o uso.

### Imposto do frango
A Ford Motor Company importou a Ford Transit da Espanha como veículo de passageiros completo, incluindo banco traseiro, cintos de segurança traseiros e janelas de vidro traseiras, para evitar a tarifa de 25% sobre veículos de carga, conhecida como imposto sobre frango, e pagar a tarifa mais baixa de 2,5%. Quando os veículos chegaram aos Estados Unidos, a Ford converteu a Transit em sua van de carga, removendo os bancos traseiros, os cintos de segurança traseiros e, às vezes, substituindo o vidro traseiro por painéis de metal. Em 2013, a Alfândega e Proteção de Fronteiras dos Estados Unidos determinou que a Transit era um veículo de carga para fins de importação para os Estados Unidos, apesar da adição do banco, dos cintos e das janelas. A Ford recorreu ao Tribunal de Comércio Internacional dos Estados Unidos, que decidiu a favor da Ford em 2017, mas foi anulado em recurso pelo Tribunal de Apelações dos Estados Unidos para o Circuito Federal em 2019. Em 29 de junho de 2020, a Suprema Corte dos Estados Unidos negou certiorari, encerrando assim o litígio em favor dos Estados Unidos. Em 1º de junho de 2021, a Ford anunciou que provavelmente seria cobrada US$ 1,3 bilhão em multas e juros, além de multas e juros, além dos US$192 milhões que já havia pago. Tanto a Ford quanto a Daimler, fabricantes da van Mercedes Sprinter, fizeram planos para fabricar suas respectivas vans de carga dentro dos Estados Unidos para evitar o pagamento do imposto sobre frango.
O Subaru BRAT foi fabricado com "assentos de salto" voltados para a traseira dentro da caçamba do caminhão para evitar o pagamento do imposto sobre frango.